# ذهب أيلول (مسلسل)
ذهب أيلول - مسلسل أردني، تم عرضه في رمضان 2023م، من تأليف محمد عريقات، ومن إخراج حماد الزغبي.

## القصة والأحداث
مسلسل درامي تشويقي تدور أحداثة حول خمس نساء لاجئات من جنسيات عربية مختلفة( أردنية وفلسطينية وسورية ولبنانية وعراقية) يتعرضون للعديد من المشاكل والمضايقات، ومحاولة استغلالهن بسبب ظروف الحرب في بلادهن ، وتتناول أحداث المسلسل استغلال الدين والجنس لتحقيق مصالح شخصية، ويتحدث عن السلوك الإنساني في شتى جوانبه النفسية والسياسية والاجتماعية والروحية.

## طاقم العمل
يتكون طاقم عمل مسلسل ذهب أيلول من:
- شكران مرتجى
- اميرة سمير
- لونا بشارة
- سوسن ميخائيل
- عمار شلق
- عاكف نجم
- عبد الرحمن قويدر
- نادين قدور
- نور صعب.
- تالا الحلو.
- طلال عدنان العواملة، المنتج.
- محمد عريقات، المؤلف
- حماد الزعبي، المخرج.